# Estônia nos Jogos Olímpicos de Verão de 1924
A Estônia nos Jogos Olímpicos de Verão de 1924, em Paris, na França competiu representado por 37 atletas masculinos, que disputaram provas de vinte e seis modalidades esportivas de cinco esportes diferentes, conquistando um total de 6 medalhas, sendo 1 de ouro, uma prata e seis de bronze. A Estônia terminou assim, na 17ª colocação no quadro geral de medalhas da competição.

## Medalhistas
| Medalha | Nome                | Esporte               | Evento                                 |
| ------- | ------------------- | --------------------- | -------------------------------------- |
| Ouro    | Eduard Pütsep       | Lutas                 | Luta Greco-Romana                      |
| Prata   | Alfred Neuland      | Levantamento de pesos | Peso médio masculino                   |
| Bronze  | Aleksander Klumberg | Atletismo             | Decatlo masculino                      |
| Bronze  | Jaan Kikkas         | Levantamento de pesos | Peso médio masculino                   |
| Bronze  | Harald Tammer       | Levantamento de pesos | Peso pesado masculino                  |
| Bronze  | Roman Steinberg     | Lutas                 | Luta Greco-Romana peso médio masculino |